# Gurdisten
Gurdisten parfois orthographié Uurdisten ou Wurdisten, en latin Uurdistenus Landevenecensis (fl.860-884), était un abbé de l'abbaye Saint-Guénolé de Landévennec à la fin du IXe siècle, à l'époque où l'abbaye est l'un des plus importants établissements monastiques de Bretagne.

## Biographie
Il est principalement crédité de la rédaction de la Vita Sancti Winwaloei (vie de saint Guénolé) vers 870, long écrit compilatoire tiré de sources très variées, autant orales qu'écrites,.
En cela, Gurdisten apparaît comme un pionnier de l'historiographie médiévale, soucieux de ne pas dépendre d'un seul récit. La qualité du travail témoigne d'une importante formation intellectuelle. Gurdisten, ainsi que ses contemporains de l'abbaye sont des lettrés, qui ont lu et étudié un grand nombre d'ouvrages et possèdent une bonne maitrise des techniques littéraires. Ils forment une école hagiographique capable de reprendre les anciennes traditions pour les mettre en scène avec des perspectives neuves, tout en diffusant l’image d’un monastère de tradition celtique qui s’adapte et adopte pleinement et volontairement les réformes religieuses carolingiennes.
Gurdisten joue un rôle moteur, car c'est lors de son abbatiat que la communauté effectue un important travail de mémoire et d’identité. A la demande de l'empereur Louis le Pieux, il contribue à diffuser la Règle bénédictine alors qu'en Bretagne, à cette période, l’intégration politique et culturelle à l’Empire n'est pas achevée.
Le scriptorium de Landévennec, sous l'impulsion de Gurdisten, prend un réel essor jusqu'au XIIe siècle. Les moines contribuent à la production de manuscrits de qualité,. On peut citer, l'exemple du moine copiste Wormonoc auteur de la vita sancti Pauli Aureliani (vie de saint Paul Aurélien) commandée par l'évêché du Léon,.
Gurdisten est également l'auteur de la première partie du Cartulaire de Landévennec.

Extraits du manuscrit Vita Sancti Winwaloei
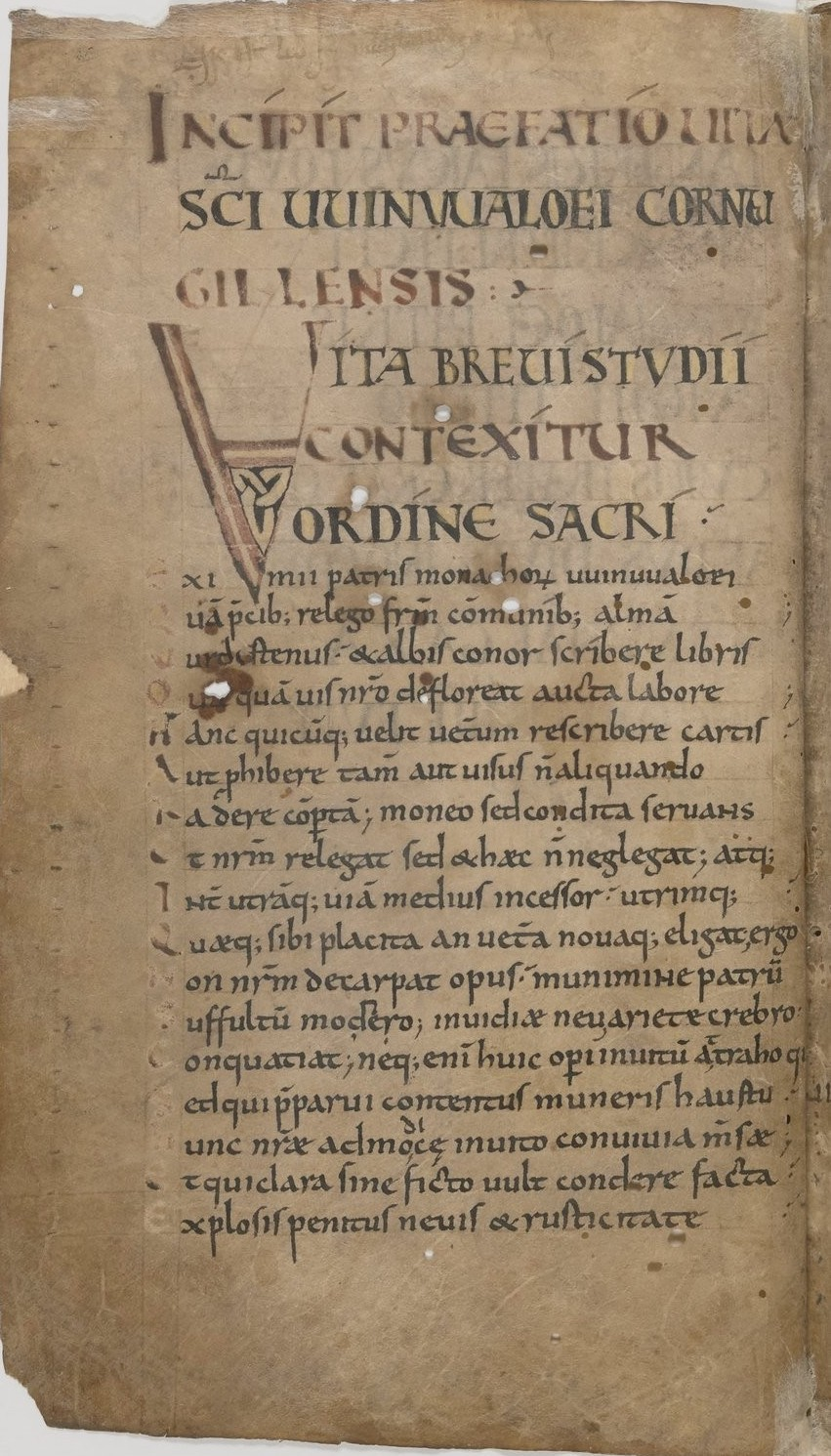
Folio de la Vita Sancti Winwaloei de Gurdisten (manuscrit de l'an mil).
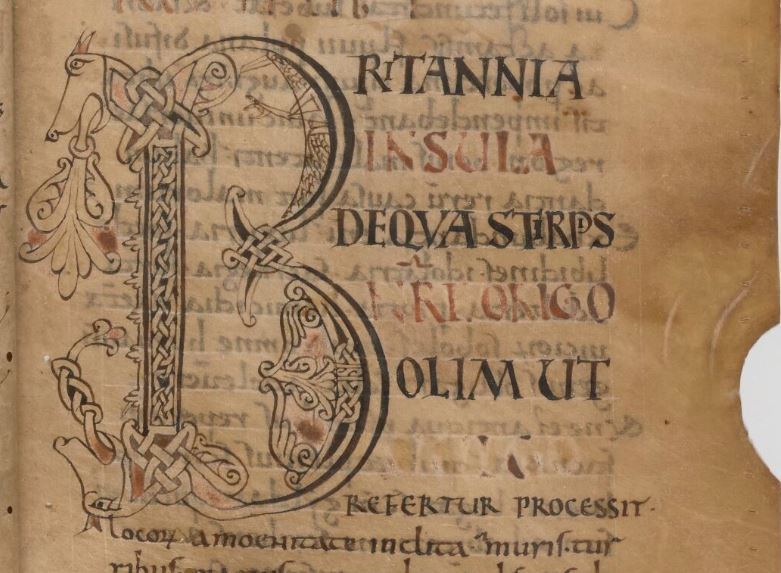
Folio3r
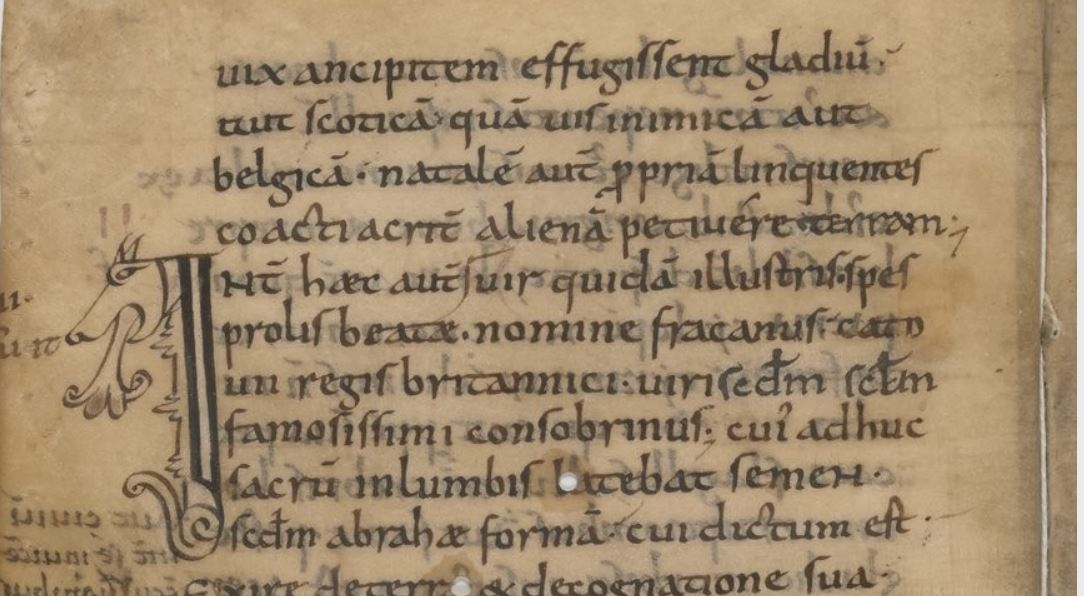
Folio4v

La commande du manuscrit Vita Sancti Winwaloei n'est pas directement liée à l'abbaye éponyme, en tout cas pour l'un des exemplaires conservé aujourd'hui. Ce manuscrit a été commandé par Lambertus et a probablement appartenu à l’église de Saint-Guénolé à Château-du-Loir (Sarthe), transformé en prieuré de l'abbaye de Marmoutier vers 1067-1068. Le volume est passé ensuite à la cathédrale Notre-Dame de Paris et à la Bibliothèque des Oratoriens de Paris, vers 1680. Le manuscrit entre à la Bibliothèque Royale vers 1740, il est aujourd'hui conservé à la Bibliothèque nationale de France.